# Câu Vọng
Câu Vọng (句望; ?—?) là một nhân vật thượng cổ Trung Quốc. Theo sử ký Ngũ Đế hệ điệp (五帝本纪) ghi lại,  Câu Vọng là cháu cố trai của Chuyên Húc, cháu trai của Cùng Thiền, con trai của Kính Khang. Ông cố của Đế Thuấn: Câu Vọng sinh ra Kiều Ngưu, Kiều Ngưu sinh ra Cổ Tẩu, Cổ Tẩu sinh ra Trùng Hoa (重華/重华), và dù rằng Trùng Hoa sinh ra Đế Thuấn.